# Otto van Freising

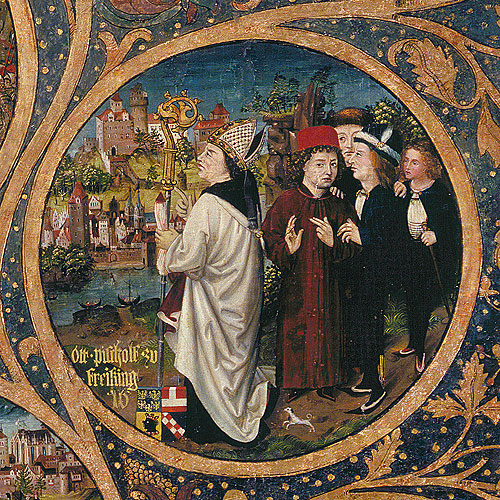
Otto als bisschop van Freising, in de achtergrond de bisschopsstad Freising.

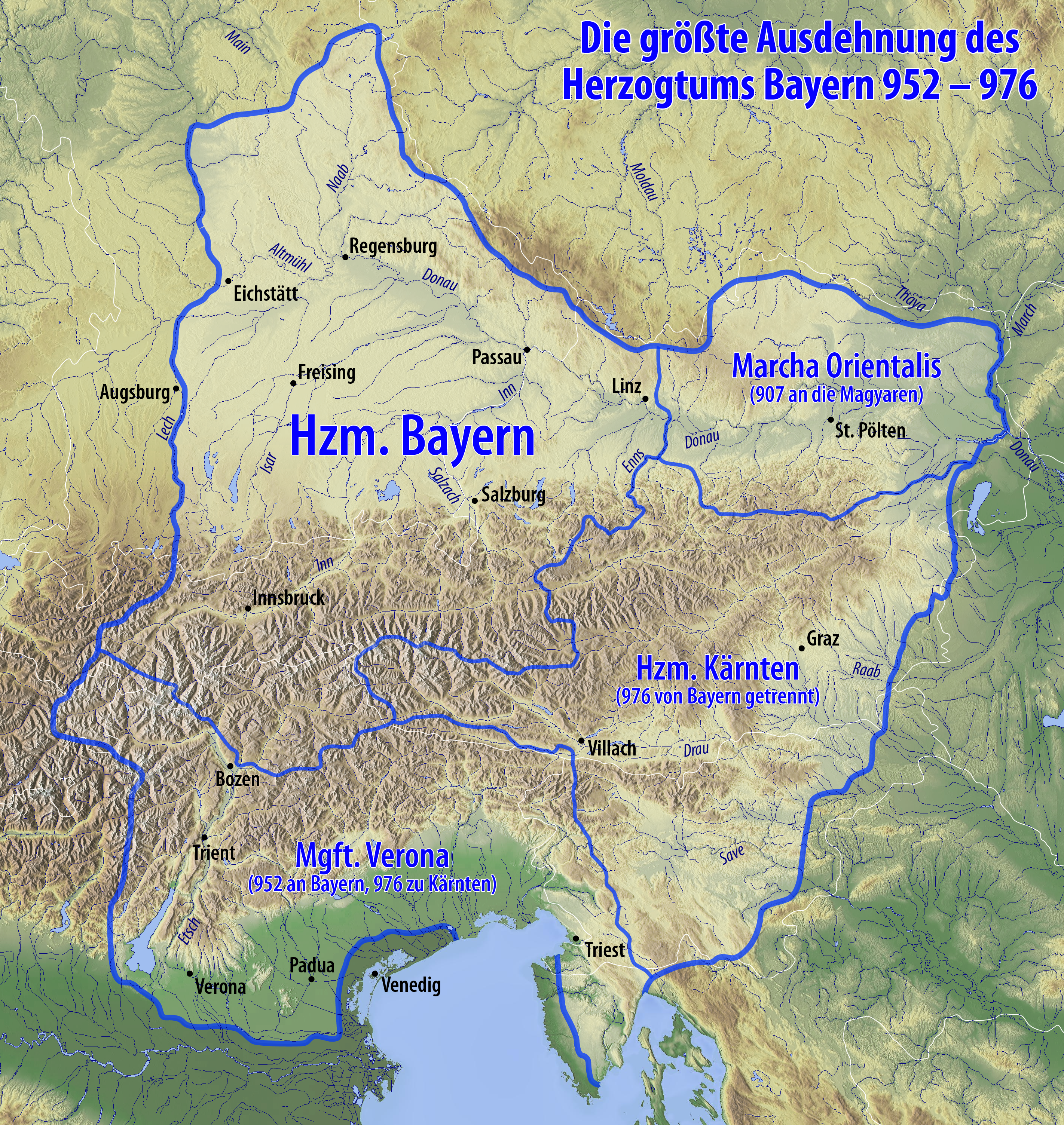
Beieren in de tiende eeuw.

Otto van Freising (verm. Klosterneuburg bij Wenen, rond 1112 - cisterciënzerklooster Morimond (Frankrijk), 22 september 1158) was vanaf 1138 bisschop van Freising en een van de belangrijkste historici in de middeleeuwen.

## Familie
Hij was een zoon van de heilige Babenberger Leopold III, markgraaf van Oostenrijk en Agnes van Waiblingen - dochter van keizer Hendrik IV. Zijn broers waren Leopold IV, hertog van Beieren, Hendrik II, hertog van Oostenrijk en Koenraad II, bisschop van Passau en aartsbisschop van Salzburg. Zijn halfbroer was koning Koenraad III en hij was de oom van diens opvolger, keizer Frederik I Barbarossa.

## Leven
Otto van Freising werd rond 1126 proost van het Klosterneuburg en studeerde kort daarna in Parijs en wellicht ook in Chartres. Hugo van Sint-Victor en Gilbert van Poitiers waren zijn leermeesters. Zijn opleiding bestond uit  de scholastieke methode en hij kreeg een grondige kennis van de filosofische en theologische literatuur, waaronder ook Aristoteles.
Hij trad in 1132 met vijftien studiegenoten in het cisterciënzerklooster Morimond (Champagne) in, waarvan hij in 1138 ondanks zijn jonge leeftijd tot abt werd gekozen. Nog hetzelfde jaar werd hij aangesteld als bisschop van Freising en nam de vernieuwing van het kerkelijke leven van zijn diocees op zich, dat gebukt ging onder de strijd tussen de Welfen en het Huis Hohenstaufen ten tijde van de investituurstrijd. Hij gaf de kloosters Schäftlarn (premonstratenzers), Schlehdorf (augustijner koorheren) en Innichen een nieuwe orde en stichtte klooster Schliersee en Neustift. De vernieuwingen brachten hem in conflict met het Huis Wittelsbach. In 1159 wist hij dankzij zijn keizerlijke verwantschap met succes te bemiddelen tussen Hohenstaufen, de Babenbergers en de Welfen in de strijd om Beieren.
Otto had het idee aan het einde der tijden te leven. Hij zag de uit de Gregoriaanse hervorming volgende excommunicatie van koning Hendrik IV door paus Gregorius VII in 1076 en de daaropvolgende investituurstrijd als een scheuring van de Kerk, de ecclesia.

## Werken
Otto geldt als een van de grootste geschiedschrijvers van de Middeleeuwen. Zijn historiografie is gebaseerd op historische theologie en probeert door exegese van geschiedkundige werken tot godskennis te komen. Daarnaast bevat zijn werk echter ook een echt historisch perspectief en wordt de Chronica gezien als een hoogtepunt van de middeleeuwse universele geschiedschrijving.

### Chronica sive Historia de duabus civitatibus
Otto schreef tussen 1143 en 1146 zijn Chronica sive Historia de duabus civitatibus (Kroniek of geschiedenis der twee steden). De titel verwijst naar De Civitate Dei - Over de stad Gods - van kerkvader Augustinus (354–430). Otto beschreef in zeven delen de wereldgeschiedenis, terwijl hij in het achtste deel een visioen over de Dag des oordeels beschrijft. In navolging van De Civitate Dei zag hij de wereldgeschiedenis als een strijd tussen de stad Gods en de aardse wereld. Hij ging hierbij veel minder dan Augustinus als theoloog te werk, maar meer als historicus.
Het werk loopt van de schepping tot 1146, waarna Otto von St. Blasien het aanvulde tot 1209.

### Gesta Friderici Imperatoris
Bekender is Otto's Gesta Friderici imperatoris (Daden van keizer Frederick), dat hij in 1157/1158 schreef op verzoek van zijn neef, keizer Frederik Barbarossa. Het werk wordt voorafgegaan door een brief van de keizer aan de auteur. In dit werk is het eindtijdbewustzijn van de Chronica niet meer aanwezig. Het bevat wel een lichte partijdigheid voor de Hohenstaufen, die gezien worden als de voorbereiders van een nieuwe vredestijd.
De Gesta bestaat uit vier boeken, waarvan de eerste twee geschreven zijn door Otto, terwijl de laatste twee in ieder geval deels geschreven zijn door zijn pupil Ragewin of Rahewin; mogelijk zijn het derde boek en het begin van het vierde boek ook het werk van Otto.
Het eerste boek begint met de strijd tussen koning Hendrik IV en paus Gregorius VII en eindigt met de dood van koning Koenraad III in 1152. Het beperkt zich niet tot Duitse geschiedenis, maar vertelt ook over de preken van Bernardus van Clairvaux, diens strijd tegen ketterij en de veroordeling van Petrus Abaelardus. Daarnaast bevat het verhandelingen over filosofie en theologie.
Het tweede boek opent met de verkiezing tot koning van Frederik Barbarossa in 1152. Het beschrijft de eerste vijf jaren van diens heerschappij, vooral in Italië.

## Voorouders
| Voorouders van Otto van Freising (1112-1158) | Voorouders van Otto van Freising (1112-1158)                              | Voorouders van Otto van Freising (1112-1158)                              | Voorouders van Otto van Freising (1112-1158)                              | Voorouders van Otto van Freising (1112-1158)                              | Voorouders van Otto van Freising (1112-1158)                              | Voorouders van Otto van Freising (1112-1158)                              | Voorouders van Otto van Freising (1112-1158)                              | Voorouders van Otto van Freising (1112-1158)                              |
| -------------------------------------------- | ------------------------------------------------------------------------- | ------------------------------------------------------------------------- | ------------------------------------------------------------------------- | ------------------------------------------------------------------------- | ------------------------------------------------------------------------- | ------------------------------------------------------------------------- | ------------------------------------------------------------------------- | ------------------------------------------------------------------------- |
| Overgrootouders                              | Ernst de Strijdbare (1027–1075) ∞ Adelheid van Eilenburg (1030-1071)      | Ernst de Strijdbare (1027–1075) ∞ Adelheid van Eilenburg (1030-1071)      | Rapoto IV van Passau (–) ∞ Mathilde (-)                                   | Rapoto IV van Passau (–) ∞ Mathilde (-)                                   | Keizer Hendrik III (1017–1056) ∞ 909 Agnes van Poitou (1024–1077)         | Keizer Hendrik III (1017–1056) ∞ 909 Agnes van Poitou (1024–1077)         | Otto van Savoye (1021–1059) ∞ Adelheid van Susa (1014/20-1091)            | Otto van Savoye (1021–1059) ∞ Adelheid van Susa (1014/20-1091)            |
| Grootouders                                  | Leopold II van Oostenrijk (1050–1095) ∞ Ida van Cham (1055–1101)          | Leopold II van Oostenrijk (1050–1095) ∞ Ida van Cham (1055–1101)          | Leopold II van Oostenrijk (1050–1095) ∞ Ida van Cham (1055–1101)          | Leopold II van Oostenrijk (1050–1095) ∞ Ida van Cham (1055–1101)          | Keizer Hendrik IV (1050–1106) ∞ 909 Bertha van Savoye (1051–1087)         | Keizer Hendrik IV (1050–1106) ∞ 909 Bertha van Savoye (1051–1087)         | Keizer Hendrik IV (1050–1106) ∞ 909 Bertha van Savoye (1051–1087)         | Keizer Hendrik IV (1050–1106) ∞ 909 Bertha van Savoye (1051–1087)         |
| Ouders                                       | Leopold III van Oostenrijk (1073–1136) ∞ Agnes van Waiblingen (1072–1143) | Leopold III van Oostenrijk (1073–1136) ∞ Agnes van Waiblingen (1072–1143) | Leopold III van Oostenrijk (1073–1136) ∞ Agnes van Waiblingen (1072–1143) | Leopold III van Oostenrijk (1073–1136) ∞ Agnes van Waiblingen (1072–1143) | Leopold III van Oostenrijk (1073–1136) ∞ Agnes van Waiblingen (1072–1143) | Leopold III van Oostenrijk (1073–1136) ∞ Agnes van Waiblingen (1072–1143) | Leopold III van Oostenrijk (1073–1136) ∞ Agnes van Waiblingen (1072–1143) | Leopold III van Oostenrijk (1073–1136) ∞ Agnes van Waiblingen (1072–1143) |